# Kunststoffbahn

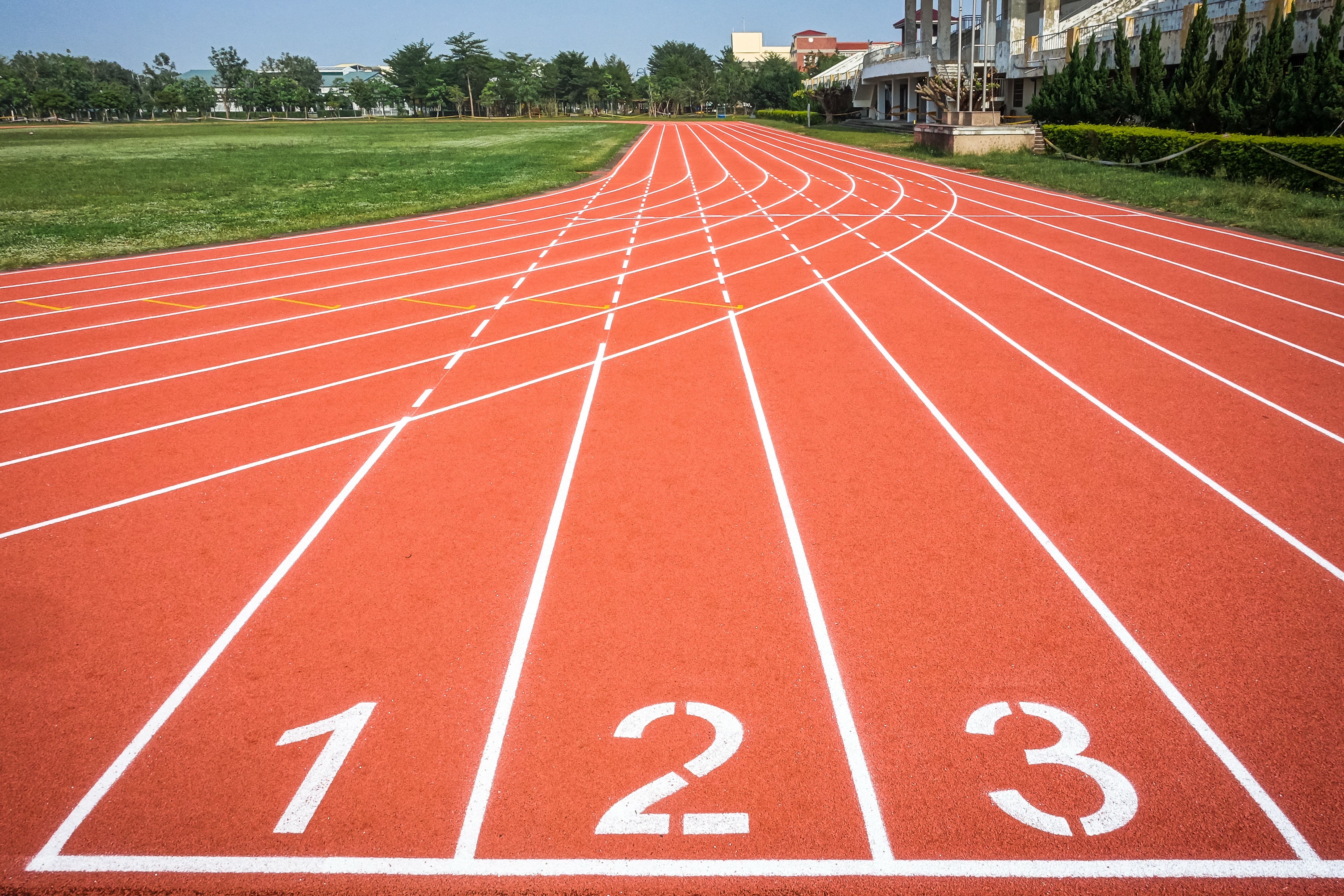
Eine Allwetter-Laufbahn

Eine Kunststoffbahn (oft auch Tartanbahn genannt) wird als Leichtathletikanlage vor allem für Lauf- und Sprungwettbewerbe genutzt. Häufig werden im Stadion in den Halbkreissegmenten hinter den Fußballtoren aus diesem Material auch Kleinspielfelder für Basketball, Volleyball und andere Ballsportarten installiert.
Im deutschsprachigen Raum werden neben den traditionellen, aber immer seltener gebauten Tennenbelägen im Wesentlichen drei verschiedene Kunststoffbodensysteme angeboten. Es sind im Ortseinbau hergestellte Kunststofflaufbahnen, sogenannte Insitu-Böden, Hybridbeläge aus vorgefertigten Elementen und Insitu-Komponenten und Kunststofflaufbahnen aus komplett vorgefertigten Einzelelementen. Sie werden auf Asphalt, in Ausnahmefällen auch auf Beton oder alten Sportböden installiert.

## Insitu-Böden
Die in Deutschland am häufigsten eingebaute Variante eines Kunststoffsportbodens in Außensportanlagen ist der sogenannte Insitu-Belag. Insitu-Böden werden erst vor Ort auf der Baustelle hergestellt. Sie bestehen meist aus Styrol-Butadien-Kautschuk (SBR) auf Recyclingbasis, Granulaten aus dem synthetischen Gummi Ethylen-Propylen-Dien-Kautschuk (EPDM) und dem Bindemittel Polyurethan (PUR). Diese Komponenten werden vor Ort vermischt, in breiförmigem Zustand aufgetragen, nivelliert und verdichtet. Das Materialgemisch härtet aus und bildet eine elastische, fest mit dem Untergrund verbundene Schicht. Insitu-Beläge werden in der Regel aus mehreren solcher Schichten hergestellt, meist aus einer Elastikschicht aus Gummigranulat (SBR) und flüssigem PUR sowie einer Nutzschicht aus flüssigem PUR und EPDM. Marktführende Hersteller dieser Böden sind in Deutschland die Unternehmen Conica, REGUPOL und Polytan.

## Hybridbeläge
Hybridböden werden im deutschsprachigen Raum am zweithäufigsten installiert. Sie bestehen aus einer vorproduzierten Elastikschicht aus SBR-Granulaten und PUR und einer vor Ort im Insitu-Verfahren hergestellten und installierten Nutzschicht aus EPDM. Die vorgefertigten Elastikbahnen werden vor Ort auf der Tragschicht aus Asphalt verklebt.
Die Installation der EPDM-Nutzschicht im Insitu-Verfahren verbindet die Stoß-an-Stoß installierten Elastikbahnen miteinander und verschließt deren Poren. Damit wird eine fugenlose Nutzschicht erzeugt. Die Dicke der flüssig aufgetragenen PUR-EPDM-Nutzschicht kann sehr gut kontrolliert werden, da sie nur wenige Millimeter beträgt und das PUR flüssig und selbst verlaufend im Nass-in-nass-Verfahren aufgetragen wird.

## Kunststofflaufbahnen aus vorgefertigten Einzelteilen
Die am seltensten eingebauten Sportböden im deutschsprachigen Raum sind solche, die vollständig aus vorgefertigten Einzelstücken bestehen und auf der Baustelle zu einer festen Gesamtfläche verlegt werden. Ihr Material ist meist vulkanisierter Kautschuk, der in zwei oder mehr Schichten – Elastikschicht und Nutzschicht – das Bodensystem bildet. Derartige Böden werden in Deutschland hauptsächlich vom Hersteller Mondo angeboten.

## Oberflächen
Insitu-Böden und Hybridböden können verschiedene Oberflächen haben. Man unterscheidet zwischen struktur- oder spritzbeschichteten, schüttbeschichteten und gießbeschichteten Nutzflächen. Beläge aus vorgefertigten Einzelteilen besitzen strukturierte Kautschukgemischlagen. Im Wettkampfsport haben sich im deutschsprachigen Raum die gießbeschichteten Oberflächen durchgesetzt. Ihr Aussehen und ihre Struktur ähneln mit der Körnung aus EPDM-Granulaten denen der traditionellen Tennenbeläge.

## Geschichte
Vor der Einführung von Kunststoffbahnen wurden Aschenbahnen verwendet.
Die erste Tartanbahn in Europa wurde 1968 im Stadion Letzigrund in Zürich eingebaut. Tartan ist ein Markenname der Firma 3M. Wegen der Bekanntheit wird der Name als Deonym auch für andere Kunststoffbeläge verwendet.

## Entsorgung
Viele Beläge, die vor 1983 erstellt wurden, enthalten 50 bis 600 ppm Quecksilber und weitere umweltschädliche Schwermetalle. Damit wurde der Belag gegen biologischen Abbau stabilisiert und die Lebensdauer verlängert. Im Gebrauch ist das unbedenklich, aber bei Rückbau oder Neubau müssen solche Beläge als Sondermüll entsorgt werden. Dafür können 100 €/m² Belag Entsorgungskosten anfallen.